# Монза (приток Нельши)
Монза — река в Нейском районе Костромской области России. Устье реки находится в 63 км по левому берегу реки Нельша. Длина реки составляет 63 км, площадь водосборного бассейна 335 км².
Исток Монзы расположен в 4 км к северу от посёлка и станции Монза на границе с Кологривским районом. Течёт на юго-восток, потом поворачивает на юго-запад, русло извилистое. В верхнем течении протекает по лесному массиву, кроме посёлка Монза населённых пунктов нет. В нижнем течении на правом берегу — деревни Новое Село, Бессоновка и Нововожеровка. Впадает в Нельшу у посёлка Красная Осыпь. Высота устья — 111,9 м над уровнем моря.

## Притоки (км от устья)
- 4 км: река Вожеровка (Вожера) (пр)

## Данные водного реестра
По данным государственного водного реестра России относится к Верхневолжскому бассейновому округу, водохозяйственный участок реки — Унжа от истока и до устья, речной подбассейн реки — Бассей притоков Волги ниже Рыбинского водохранилища до впадения Оки. Речной бассейн реки — (Верхняя) Волга до Куйбышевского водохранилища (без бассейна Оки).
Код объекта в государственном водном реестре — 08010300312110000016393.